# العلاقات الطاجيكستانية الفانواتية
العلاقات الطاجيكستانية الفانواتية هي العلاقات الثنائية التي تجمع بين طاجيكستان وفانواتو.

## مقارنة بين البلدين
هذه مقارنة عامة ومرجعية للدولتين:
| وجه المقارنة                                              | طاجيكستان                          | فانواتو                                  |
| --------------------------------------------------------- | ---------------------------------- | ---------------------------------------- |
| المساحة (كم2)                                             | 143.10 ألف                         | 12.19 ألف                                |
| عدد السكان (نسمة)                                         | 8.92 مليون                         | 276.24 ألف                               |
| الكثافة السكانية (ن./كم²)                                 | 62.33                              | 22.66                                    |
| العاصمة                                                   | دوشنبه                             | بورت فيلا                                |
| اللغة الرسمية                                             | اللغة الطاجيكية                    | اللغة البسلاما، لغة فرنسية، لغة إنجليزية |
| العملة                                                    | ساماني طاجيكي، الروبل الطاجيكستاني | فاتو فانواتي                             |
| الناتج المحلي الإجمالي (بليون دولار)                      | 7.15 مليار                         | 862.88 مليون                             |
| الناتج المحلي الإجمالي (تعادل القوة الشرائية) بليون دولار | 24.03 مليار                        | 790.76 مليون                             |
| الناتج المحلي الإجمالي الاسمي للفرد دولار أمريكي          | 925                                | 2.81 ألف                                 |
| الناتج المحلي الإجمالي للفرد دولار أمريكي                 | 2.69 ألف                           | 3.03 ألف                                 |
| مؤشر التنمية البشرية                                      | 0.624                              | 0.594                                    |
| رمز المكالمات الدولي                                      | +992                               | +678                                     |
| رمز الإنترنت                                              | .tj                                | .vu                                      |
| المنطقة الزمنية                                           | ت ع م+05:00                        | ت ع م+11:00                              |

## منظمات دولية مشتركة
يشترك البلدان في عضوية مجموعة من المنظمات الدولية، منها:
| علم المنظمة | اسم المنظمة                        | تاريخ انضمام طاجيكستان | تاريخ انضمام فانواتو |
| ----------- | ---------------------------------- | ---------------------- | -------------------- |
|             | مؤسسة التنمية الدولية              | 4 يونيو 1993           | 28 سبتمبر 1981       |
|             | مؤسسة التمويل الدولية              | 2 ديسمبر 1994          | 28 سبتمبر 1981       |
|             | منظمة حظر الأسلحة الكيميائية       | ?                      | ?                    |
|             | الأمم المتحدة                      | 2 مارس 1992            | 15 سبتمبر 1981       |
|             | الاتحاد الدولي للاتصالات           | 28 أبريل 1994          | 30 مارس 1988         |
|             | البنك الدولي للإنشاء والتعمير      | 4 يونيو 1993           | 28 سبتمبر 1981       |
|             | الاتحاد البريدي العالمي            | ?                      | ?                    |
|             | وكالة ضمان الاستثمار متعدد الأطراف | 9 ديسمبر 2002          | 27 يوليو 1988        |
|             | بنك التنمية الآسيوي                | 1998                   | 1981                 |
|             | يونسكو                             | 6 أبريل 1993           | 10 فبراير 1994       |